# Zalha
Zalha (en hongrois Zálha) est une commune roumaine du județ de Sălaj, dans la région historique de Transylvanie et dans la région de développement du Nord-ouest.

## Géographie
La commune de Zalha est située dans l'est du județ, dans les collines de Șimișna-Gârbou, à la limite avec le județ de Cluj, à 92 km au nord-est de Zalău, le chef-lieu du județ.
La municipalité est composée des sept villages suivants (population en 2002) :
- Ceaca (294) ;
- Ciureni (138) ;
- Valea Ciurenilor (38) ;
- Valea Hranei (134) ;
- Valea Lungă (116) ;
- Vârteșca (80) ;
- Zalha (377), siège de la commune.

## Histoire
La première mention écrite du village de Zalha date de 1398. Ceaca est mentionné en 1378, Valea Hranei en 1594, Ciureni en 1625, Valea Ciurenilor et Vârteșca en 1913.
La commune, qui appartenait au royaume de Hongrie, faisait partie de la principauté de Transylvanie et elle en a donc suivi l'histoire.
Après le compromis de 1867 entre Autrichiens et Hongrois de l'empire d'Autriche, la principauté de Transylvanie disparaît et, en 1876, le royaume de Hongrie est partagé en comitats. Zalha, qui appartenait au comitat de Belső-Szolnok, intègre le comitat de Szolnok-Doboka (Szolnok-Doboka vármegye) nouvellement créé.
À la fin de la Première Guerre mondiale, l'Empire austro-hongrois disparaît et la commune rejoint la Grande Roumanie et le județ de Someș aujourd'hui disparu et dont le chef-lieu était la ville de Dej.
En 1940, à la suite du deuxième arbitrage de Vienne, elle est annexée par la Hongrie jusqu'en 1944. Elle réintègre la Roumanie après la Seconde Guerre mondiale. En 1968, à la faveur de la réorganisation administrative du pays, la commune est intégrée au județ de Sălaj auquel elle appartient de nos jours.

## Politique
| Parti | Parti                                      | Sièges |
| ----- | ------------------------------------------ | ------ |
|       | Parti national libéral (PNL)               | 4      |
|       | Alliance des libéraux et démocrates (ALDE) | 3      |
|       | Parti social-démocrate (PSD)               | 1      |

## Religions
En 2002, la composition religieuse de la commune était la suivante :
- Chrétiens orthodoxes, 96,09 % ;
- Pentecôtistes, 3,05 %.

## Démographie
En 1910, à l'époque austro-hongroise, la commune comptait 2 264 Roumains (95,01 %), 6 Hongrois (0,25 %) et 60 Allemands (2,52 %).
En 1930, on dénombrait 2 571 Roumains (96,29 %), 6 Hongrois (0,22 %), 40 Juifs (1,50 %) et 49 Tsiganes (1,84 %).
En 1956, après la Seconde Guerre mondiale, 2 925 Roumains (99,66 %) côtoyaient 1 Hongrois (0,03 %) et 8 Tsiganes (0,27 %).
En 2002, la commune comptait 1 163 Roumains (98,81 %), 4 Hongrois (0,33 %) et 10 Tsiganes (0,84 %). On comptait à cette date 617 ménages et 605 logements.
| 1850  | 1880  | 1900  | 1910  | 1920  | 1930  | 1941  | 1956  | 1966  |
| ----- | ----- | ----- | ----- | ----- | ----- | ----- | ----- | ----- |
| 1 587 | 1 733 | 2 197 | 2 383 | 2 312 | 2 667 | 2 825 | 2 935 | 2 546 |

| 1977  | 1992  | 2002  | 2007  | - | - | - | - | - |
| ----- | ----- | ----- | ----- | - | - | - | - | - |
| 2 140 | 1 462 | 1 177 | 1 011 | - | - | - | - | - |

## Économie
L'économie de la commune repose sur l'agriculture, l'élevage et l'exploitation des forêts.

## Communications

### Routes
La route régionale DJ108S permet de rejoindre Șimișna et la vallée de la Someș au nord.

## Lieux et monuments
- Zalha, église orthodoxe en bois de 1821 (fresques de 1882).

- Ceaca, église orthodoxe de 1902[6].

- Valea Hranei, église orthodoxe de 1780[6].